# Roparz Hemon
Roparz Hemon fou el nom de ploma de Louis Paul Némo (Brest, 18 de novembre de 1900 – 29 de juny de 1978), fou un lingüista, escriptor i periodista bretó. Era el segon de sis germans d'una família de funcionaris: el seu pare era enginyer mecànic de la marina francesa i la seva mare, Julie Foricher, era mestra. Va aprendre el bretó popular gràcies a la seva àvia materna i als empleats de la casa.
Després del batxillerat, estudià anglès a París i s'especialitzà en llengües cèltiques a la Sorbona, especialment en bretó. Marxà a la Universitat de Leeds i va obtenir una titulació en anglès que li permeté ensenyar a Brest.

## Compromís pel bretó
Agregat d'anglès, des del 1923 fins a la seva mort es consagrà a la defensa del bretó i al conreu de la literatura bretona. Alhora, s'interessà pels problemes de les altres minories nacionals d'Europa i el món, alhora que rebia influències de Tagore i de Gandhi així com de Subhash Chandra Bose.
Va escriure nombrosos articles i estudis sobre el bretó, i treballà abans de la Segona Guerra Mundial en un Dictionnaire historique i una Grammaire historique, que influí en Jakez Riou, Youenn Drezen i Jakez Kerrien.
El 1925 va crear la revista Gwalarn el 1925, en col·laboració amb Olier Mordrel. D'antuvi era el suplement literari de Breiz Atao, diari que tenia uns 200 subscriptors. Però aviat la revista es va independitzar. A Gwalarn, Roparz Hemon refusa les influències del bretó popular, intentant crear una nova llengua bretona amb nous mots per a conceptes moderns, i una gramàtica estandarditzada. Segons Ronan Calvez, des d'aquesta època, els escrits de Roparz Hemon propagaren una ideologia totalitària, exaltant la puresa de la raça, la consciència de pertànyer a una elit, i la voluntat de crear un home nou. Tanmateix, un dels més importants finançadors de Gwalarn fou Leo Perutz, escriptor jueu austriac (després israelià), prohibit a Alemanya
Nogensmenys, va informar sobre el combat que mantenien danesos i txecs contra la germanització.
Va constatar que els bretons es passaren al francès per tres raons:
1. Per promoció social (el francès era la llengua de l'escola i l'administració).
2. Per tal de comunicar-se amb els francesos,
3. El francès és la llengua de l'escola, el servei militar, l'administració, on tot ús del bretó era prohibit.

Com a escriptor, no va acceptar l'informe ortogràfic instituït el 1908 a partir dels treballs de François Vallée) i proposà l'adopció de l'ortografia unificada del bretó de 1941. Mentrestant, Gwalarn edità llibres en grafia vanetesa, com Prinsezig en Deur per a infants, el 1928.
El seu projecte era dirigit a l'elit de la població, estudià només la llengua escrita. Però conscient de la feblesa d'aquesta actitud, compilà un recull d'expressions populars (editat per Hor Yezh) i compongué nombroses obre en brezhoneg eeun (bretó simplificat) per a facilitar l'accés a la llengua escrita. Poc després de la creació de Gwalarn, creà Kannadig Gwalarn per a facilitar l'ensenyament de la llengua, i la col·lecció Brezoneg ar vugale per als infants. També s'interessà per la pronunciació.
Al llarg de tota la seva vida, Roparz Hemon fou un fervent partidari de l'esperanto, com a mitjà d'evitar les «llengües imperials »; i l'esperanto, segons ell, combatia els règims totalitaris. Des de 1928, edità una revista en esperanto, Nord-Okcidento, i va fer una petita gramàtica de l'esperanto el 1928, i un petit diccionari esperanto-bretó el 1930.

## Segona Guerra mundial
En esclatar la guerra fou mobilitzat i enviat al centre d'intèrprets de l'exèrcit a Auxi-le-Château (Somme). Fou ferit per un llançaflames a Crécy-en-Ponthieu el 23 de maig de 1940.
Fou fet presoner el 24 de maig de 1940 i internat a l'hospital de Saint-Ricquier (Pas de Calais) i després a la platja de Berck. De seguida fou internat al camp de presoners de guerra d'Alexisdorf, vora Berlín, en un sector on els alemanys internaven certs presoners bretons, amb el projecte d'afavorir les minories de l'estat francès, projecte abandonat després de l'acord de Montoire.
Fou alliberat l'agost de 1940 i tornat a Brest. Va reprendre la publicació de la revista Gwalarn. El dilluns de Pasqua de 1941, la seva casa fou destruïda per un bombardeig aliat. Aleshores es va instal·lar a Guingamp fins que l'1 de juliol de 1941 s'instal·là a Rennes on fou locutor i director de programació de Radio Rennes Bretagne. Hi va treballar sota l'autoritat i control ideològic dels alemanys i encoratjà les emissions en bretó a la ràdio, fet sense precedents fins aleshores a França.
També dirigí el setmanari Arvor des de 1941. L'octubre 1941 fou nomenat director per Leo Weisgerber de l'Institut Celtique de Bretagne creat a Rennes. L'Institut sembla que fou instigat pel Deutsche Forschungsgemeinschaft (versió alemanya del CNRS francès). També col·laborà políticament amb els ocupants, participant en la constitució del dossier contra el prefecte Ripert.
Juntament amb Olier Mordrel i Yann Fouéré, també fou membre del Kuzul Meur, comitè secret que reagrupava diversos partits i associacions nacionalistes, com el Partit Nacional Bretó. Igual que el Bezen Perrot es va replegar a Alemanya l'agost de 1944. El gener de 1945, fou objecte d'un informe elogiós del professor Weisgerber, qui el proposà per al Premi Ossian.
Després de l'alliberament, fou acusat pels seus escrits antirepublicans i antifrancesos d'abans de la guerra i les seves preses de posició força nacionalistes Fou arrestat i posat sota presó preventiva fins que fou jutjat a Rennes el 15 de març de 1946. Fou condemnat el 13 de maig de 1946 a una pena d'indignitat nacional de deu anys i va perdre l'estatut de professor a França.

## L'exili
Després de viure a París un temps, marxà a Irlanda el juliol 1947 i s'instal·là a Dublín, on fou professor de bretó a l'Institute for Advanced Studies, es dedicà a la literatura., dirigí la revista Ar Bed keltiek i col·laborà a Al Liamm (dirigit per Ronan Huon) que havia pres el relleu de Gwalarn. Va morir a Dublín el 28 de juny de 1978. El seu cos fou repatriat a Brest i enterrat el 10 de juliol del mateix any. Ha influït en nombrosos escriptors bretons, com Per-Jakez Hélias, que l'admiraven pel seu treball a Gwalarn.

## Homenatges recents i controvèrsies sobre la seva actitud durant la guerra
Les institucions culturelles bretones li han rendit nombrosos homenatges de reconeixement al seu treball per la llengua bretona. El diari Bretagne des livres ha publicat nombrosos articles sobre ell.
La seva actitud abans de la guerra fou durant molts anys minimitzada i sovint oblidada, com la de nombrosos col·laboracionistes francesos. Tot i així, Le Canard enchaîné ha protagonitzat alguns actes de protesta contra la seva memòria: 
- El 1998, la secció del MRAP d'Ille-et-Vilaine, protestà davant Françoise Morvan contra l'homenatge a Hemon per l'Institut Cultural de Bretanya, a causa de les seves actituds durant l'Ocupació.
- El primer col·legi bretó creat el 1988 per Diwan a Relecq-Kerhuon, tenia el seu nom, que fou canviat el 2000 a causa de les campanyes de protesta.
- El primer diccionairi bretó d'An Here, subvencionat per l'’Institut Cultural de Bretanya, li fou dedicat. La dedicatòria li fou retirada després de l'afer del diccionari bretó engegada per le Canard enchaîné.

## Obra de Roparz Hemon

### Traduccions
Les obres de Roparz Hemon han estat traduïdes a l'anglès, còrnic, esperanto, francès, frisó, gal·lès, irlandès i neerlandès.

### Publicacions
- Roparz Hemon va recollir les expressions de parlar popular (publicat per Hor Yezh).
- An Den a netra (Un home de no res), teatre (1927)
- Plac'hig vihan ar Mor Brest, Kenta Mouladour Moulerez - 1928, traducció de Hans Andersen.
- Précis de grammaire bretonne. Brest, Moulerez Stread ar C'hastell, 1928
- L'orthographe bretonne. Brest, Moulerez Stread ar C'hastell, 1929
- Cours élémentaire de breton, Rennes, 1932, ISBN B0000DV9R9,
- Kleier Eured Brest Gwalarn - 1934 reculil de novel·les sobre la vida de les gens populars de Brest, ISBN 2-9511721-8-4
- Grammaire bretonne, Suivie de la prononciation bretonne Brest Gwalarn - 1941,
- An Aotrou Bimbochet e Breiz, Brest, Skridou Breizh, 1942,
- Les mots du breton usuel classés d'après le sens, Edts de Bretagne, Brest, 1942, ISBN B0000DPLFZ,
- Methode rapide de breton, 1942, ISBN B0000DUM0V
- La langue bretonne et ses combats. La Baule, Edition de Bretagne, 1947
- Geriadur istorel ar brezhoneg (Diccionari històric del bretó) NEMO - 14 Fascicules N° 1 à 14, 1959 à 1967
- Alc'hwez ar brezhoneg eeun, ISBN 2-86863-126-6,
- Yezhadur istorel ar brezhoneg, Hor Yezh, ISBN 2-910699-36-6,
- Geriadur istorel (Diccionari històric), Preder, ISBN 2-901383-01-7
- Mari Vorgan, Al Liamm, 1962;
- A Historical Morphology and Syntax of Breton, Dublin Institute for Advanced Studies, mai 1975,
- Christmas Hymns in the Vannes Dialect of Breton (desembre 1956),
- Trois poèmes en moyen-breton traduits et annotés par R. Hémon. Tremenuan an ytron Maria - Pemzec leuenez Maris - Buhez mab den, Dublin Institute for Advanced Studies,School of Celtic Studies, Dublín, 1962, ISBN 1-85500-063-6,
- Ar Varn diwezhañ, Skol, 1998
- Grammaire bretonne, Al Liamm, 1963, ISBN B0000DOXNQ,
- Les Fragments de la Destruction de Jerusalem Et Des Amours Du Vieillard (Textes en Moyen-breton), Traduits Et Annotes, Dublin Institute for Advanced Studies 1969,
- Ho kervel a rin en noz ha marvailhoù all. Brest, Al Liamm, 1970,
- Tangi Kerviler. Al Liamm, 1971, in-12, 169 p.
- Cours élementaire de breton, 1975, ISBN B0000DRE3H,
- Doctrin an Christenien, Dublin Institute for Advanced Studies,School of Celtic Studies, décembre 1977,
- Troioù-kaer ar baron pouf, An Here, 1986, ISBN 2-86843-036-8,
- Gaovan hag an den gwer, An Here, 1988, ISBN 2-86843-052-X,
- Furnez ha faltazi, Hor Yezh, 1998, ISBN 2-910699-26-9,
- An ti a drizek siminal, Hor Yezh, 1998, ISBN 2-910699-27-7,
- Nenn Jani, Al Liamm, 1974; Coop Breizh, 1998, ISBN 2-84346-037-9,
- Santez Dahud, Hor Yezh, 1998, ISBN 2-910699-29-3,
- Eñvorennoù, Al Liamm, 1998, ISBN 2-7368-0053-2
- Barzhaz dianav ha barzhaz troet, Hor Yezh, 1997, ISBN 2-910699-21-8